# Liste der Biografien/Helm
Liste der Biografien |
Portal Biografien |
Personensuche
# |
A |
B |
C |
D |
E |
F |
G |
H |
I |
J |
K |
L |
M |
N |
O |
P |
Q |
R |
S |
T |
U |
V |
W |
X |
Y |
Z |
?
 
Ha |
Hd |
He |
Hi |
Hj |
Hk |
Hl |
Hm |
Hn |
Ho |
Hr |
Hs |
Ht |
Hu |
Hv |
Hw |
Hy
 
Hea |
Heb |
Hec |
Hed |
Hee |
Hef |
Heg |
Heh |
Hei |
Hej |
Hek |
Hel |
Hem |
Hen |
Heo |
Hep |
Heq |
Her |
Hes |
Het |
Heu |
Hev |
Hew |
Hex |
Hey |
Hez
 
Hela |
Helb |
Helc |
Held |
Hele |
Helf |
Helg |
Heli |
Helj |
Helk |
Hell |
Helm |
Heln |
Helo |
Help |
Helr |
Hels |
Helt |
Helu |
Helv |
Helw |
Hely |
Helz
Die Liste der Biografien führt alle Personen auf, die in der deutschsprachigen Wikipedia einen Artikel haben. Dieses ist eine Teilliste mit 341 Einträgen von Personen, deren Namen mit den Buchstaben „Helm“ beginnt.

## Helm
- Helm, Alfred (* 1932), deutscher Fußballspieler
- Helm, Anne (* 1938), kanadische Schauspielerin
- Helm, Anne (* 1986), deutsche Synchronsprecherin, Schauspielerin und Politikerin (Piraten)Anne Helm (* 1986)

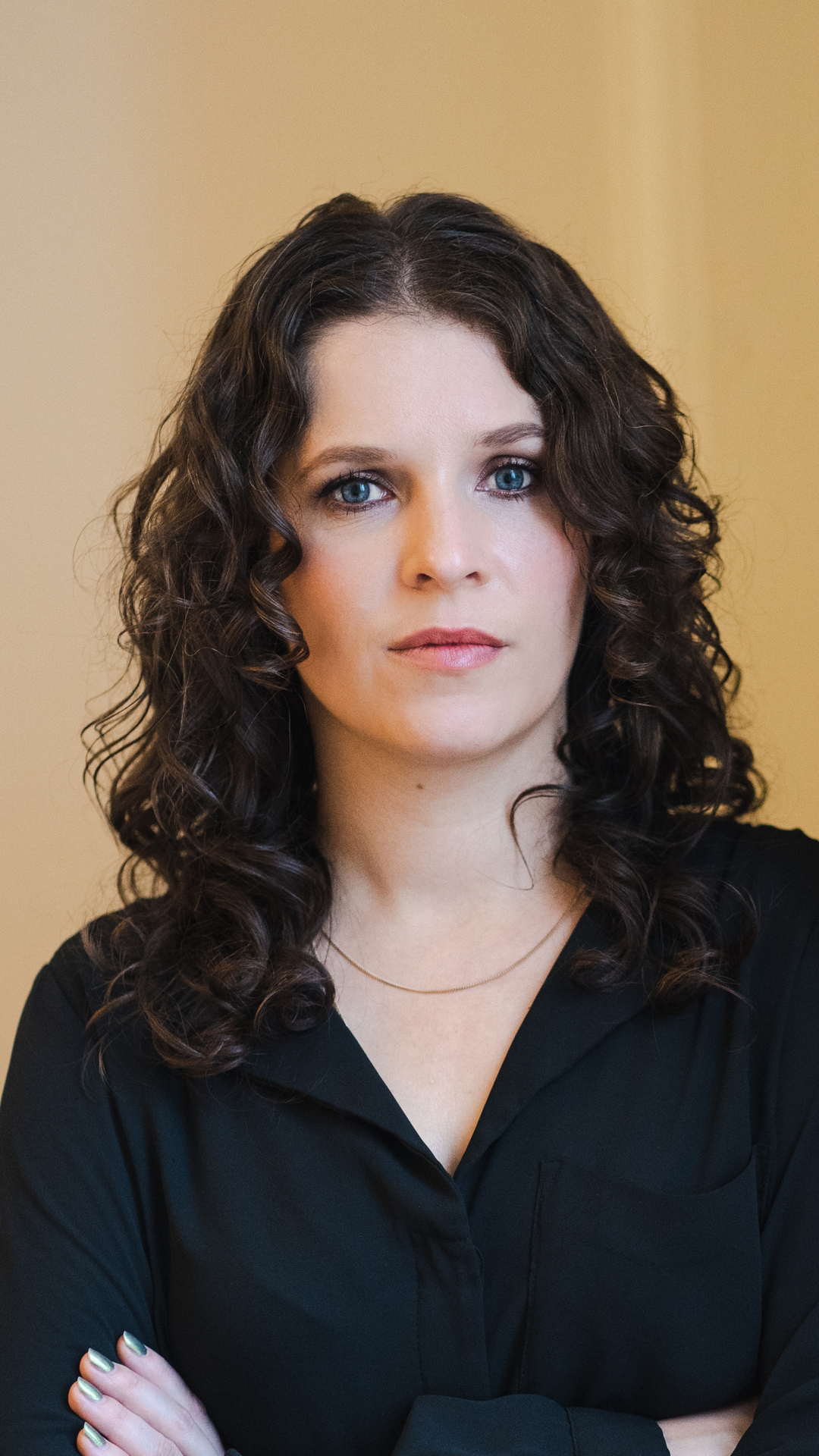
Anne Helm (* 1986)

- Helm, Anny (1903–1993), österreichische Opernsängerin (Sopran)
- Helm, Bert van der (* 1948), niederländischer Tischtennisspieler und -trainer
- Helm, Bob (1914–2003), US-amerikanischer Klarinettist und Saxophonist des Dixieland Jazz
- Helm, Brigitte (1908–1996), deutsche Filmschauspielerin
- Helm, Christa (1949–1977), US-amerikanische Schauspielerin
- Helm, Christian (* 1952), deutscher Fußballspieler
- Helm, Christoph (* 1949), deutscher Wissenschaftsadministrator
- Helm, Christopher (1937–2007), schottischer Ornithologe und Verleger
- Helm, Clementine (1825–1896), deutsche Jugendbuchautorin
- Helm, Curt Christian (1900–1936), deutscher Rechtsanwalt und Politiker (NSDAP)
- Helm, Darren (* 1987), kanadischer Eishockeyspieler
- Helm, David (* 1990), deutscher Jazzmusiker (Kontrabass)
- Helm, Dieter (1941–2022), deutscher Politiker (DBD, CDU), MdV, MdL
- Helm, Dietmar (* 1954), deutscher Wasserballspieler, Sportfunktionär und Sozialarbeiter
- Helm, Dörte (1898–1941), deutsche Malerin und GrafikerinDörte Helm (1898–1941)

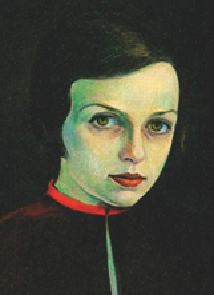
Dörte Helm (1898–1941)

- Helm, Drew (* 1984), US-amerikanischer Fußballspieler
- Helm, Eberhard (* 1952), deutscher Mittelstreckenläufer
- Helm, Erwin (1910–1993), deutscher Offizier und Kriegsverbrecher
- Helm, Everett (1913–1999), US-amerikanischer Komponist, Musikwissenschaftler und Journalist
- Helm, Fay (1909–2003), US-amerikanische Schauspielerin
- Helm, Georg (1851–1923), deutscher Mathematiker
- Helm, Gerhard (* 1939), deutscher Fußballspieler
- Helm, Gunnar (* 1956), deutscher Synchronsprecher und Schauspieler
- Helm, Hans (1903–1993), österreichischer Politiker (SPÖ), Landtagsabgeordneter
- Helm, Hans (1909–1947), deutscher Polizeibeamter
- Helm, Harvey (1865–1919), US-amerikanischer Politiker
- Helm, Johann Georg (1931–2000), deutscher Rechtswissenschaftler
- Helm, Johannes (1921–1998), deutscher Pädagoge und Heimatforscher
- Helm, Johannes (* 1927), deutscher Psychologe, Maler und Schriftsteller
- Helm, John L. (1802–1867), US-amerikanischer Politiker
- Helm, Josef (1884–1965), österreichischer Bauer und Politiker (ÖVP), Landtagsabgeordneter
- Helm, Judith van der (* 2005), niederländische Handballspielerin
- Helm, June (1924–2004), US-amerikanische Anthropologin
- Helm, Kai (* 1957), deutscher Schauspieler und Regisseur
- Helm, Karl (1871–1960), deutscher Germanist und Religionswissenschaftler
- Helm, Karl (1938–2012), deutscher Opernsänger
- Helm, Knox (1893–1964), britischer Kolonialgouverneur, Botschafter in Israel, Ungarn und der Türkei
- Helm, Lambert Ludolph (1535–1596), niederländischer Humanist und lateinischer Dichter
- Helm, León (* 1995), deutscher American-Football-Spieler
- Helm, Levon (1940–2012), US-amerikanischer Schlagzeuger und SängerLevon Helm (1940–2012)

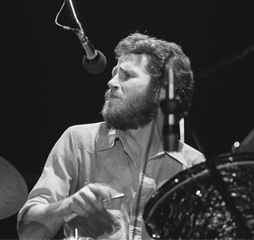
Levon Helm (1940–2012)

- Helm, Lizzy van der, niederländische Fußballschiedsrichterin
- Helm, Luise (* 1983), deutsche Schauspielerin und Synchronsprecherin
- Helm, Manfred (* 1959), österreichischer Physiker
- Helm, Mathew (* 1980), australischer Wasserspringer
- Helm, Matthias (* 1959), deutscher Anästhesist und Notfallmediziner
- Helm, Oliver (* 1977), deutscher Politiker (Piratenpartei, Die Linke), MdA
- Helm, Otto (1826–1902), deutscher Forscher
- Helm, Philipp (* 1971), österreichischer Priester, Abt des Stiftes Rein
- Helm, Richard, Informatiker
- Helm, Robert (1879–1955), deutscher Tuchindustrieller und Kommunalpolitiker
- Helm, Roland (* 1966), deutscher Wirtschaftswissenschaftler und Hochschullehrer
- Helm, Rolf (1896–1979), deutscher Jurist und Politiker (SED)
- Helm, Rüdiger (* 1956), deutscher Kanute
- Helm, Rudolf (1872–1966), deutscher Klassischer Philologe
- Helm, Sarah (* 1956), britische Journalistin und Sachbuchautorin
- Helm, Stephan (* 1983), österreichischer Fußballspieler und TrainerStephan Helm (* 1983)

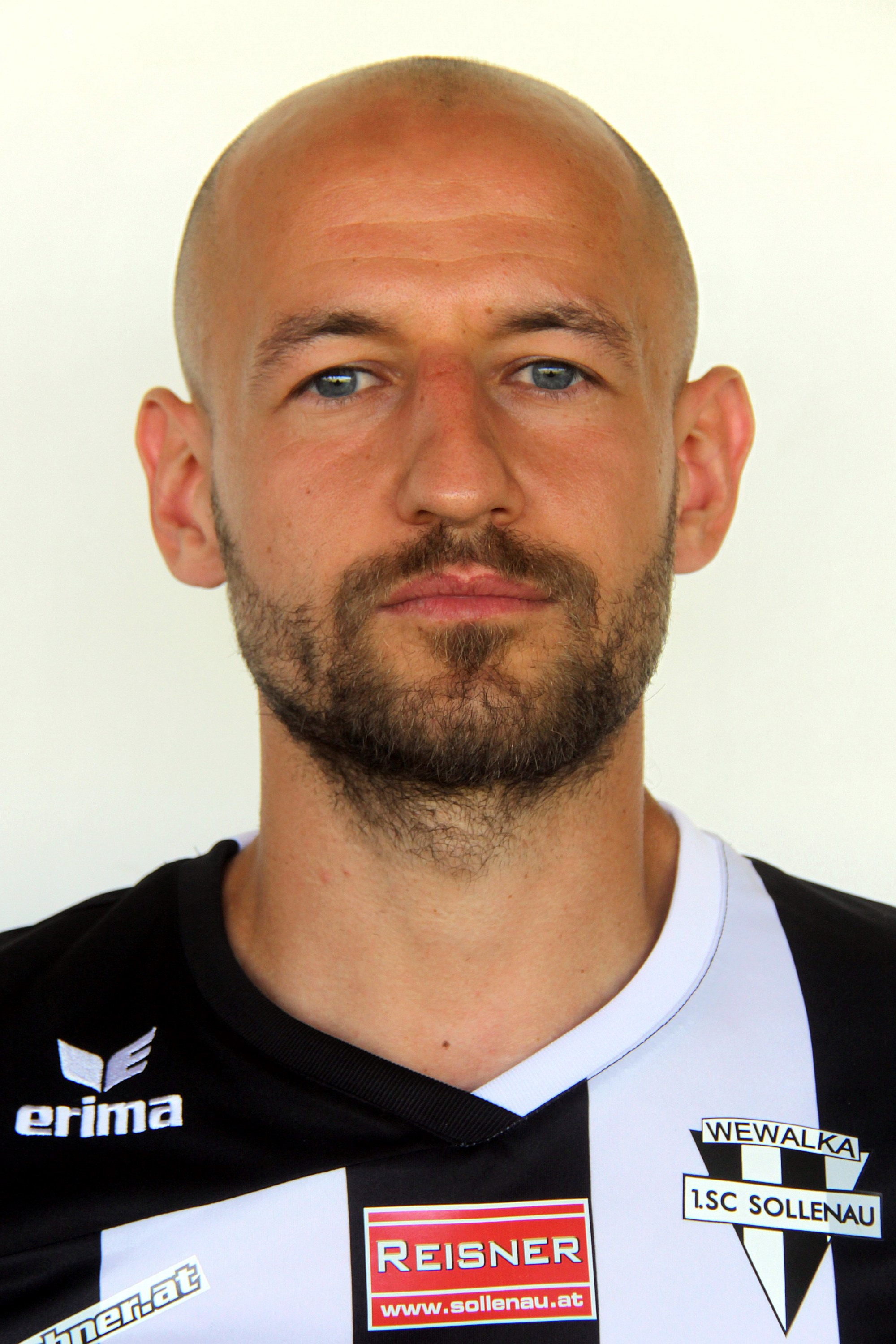
Stephan Helm (* 1983)

- Helm, Theresia (1801–1860), Mutter des Komponisten Anton Bruckner
- Helm, Tijmen van der (* 2004), niederländischer Autorennfahrer
- Helm, Yannik (* 1992), deutscher Komponist und Arrangeur
- Helm, Zach (* 1975), US-amerikanischer Drehbuchautor und Regisseur

### Helma
- Helma (1940–2025), deutsche Malerin
- Helman, Albert (1903–1996), niederländisch-surinamischer Politiker und Dichter
- Helman, Edith Fishtine (1905–1994), US-amerikanische Romanistin und Hispanistin
- Helman, Henri (* 1949), französischer Regisseur
- Helman, Josh (* 1986), australischer Schauspieler
- Helman, Pablo (* 1959), argentinischer Spezialist für Visuelle Effekte
- Helmane-Soročenkova, Karīna (* 1989), lettische Langstreckenläuferin
- Helmanis, Krišs (* 2002), lettischer Basketballspieler
- Helmanis, Uvis (* 1972), lettischer Basketballspieler und -trainer
- Helmasperger, Ulrich, deutscher Kleriker und Notar

### Helmb
- Helmberger, Adolf (1885–1967), österreichischer Maler
- Helmberger, Michael (1820–1900), deutscher katholischer Geistlicher
- Helmberger-Fleckl, Doris (* 1974), österreichische Journalistin
- Helmbert († 1206), deutscher Geistlicher (Römisch-Katholisch), Bischof in Havelberg (1191–1206)
- Helmbert von Manen, Ritter
- Helmbold, Ludwig (1532–1598), lutherischer Kirchenlieddichter
- Helmbold-Doyé, Jana (* 1972), deutsche Ägyptologin
- Helmbrecht, Hans (1922–1998), deutscher Bildhauer
- Helmbrecht, Udo (* 1955), deutscher Physiker, Informatiker
- Helmbreker, Dirck (* 1624), niederländischer Maler

### Helmc
- Helmchen, Erwin (1907–1981), deutscher Fußballspieler
- Helmchen, Günter (* 1940), deutscher Chemiker und Professor an der Ruprecht-Karls-Universität Heidelberg
- Helmchen, Hanfried (* 1933), deutscher Psychiater und Hochschullehrer
- Helmchen, Martin (* 1982), deutscher Pianist
- Helmcke, Dietrich (1941–2004), deutscher Geologe
- Helmcke, Hans (1917–1973), deutscher Bordellbesitzer, West-Berliner Halbweltgröße
- Helmcke, Johann Gerhard (1750–1824), deutscher Bäcker und Getreidehändler, Retter der Herrenhäuser Allee
- Helmcke, Lore, deutsche Pressezeichnerin, Karikaturistin, Pferdezeichnerin und Datenvisualisiererin
- Helmcken, John Sebastian (1824–1920), Arzt, Politiker, Händler in British ColumbiaJohn Sebastian Helmcken (1824–1920)

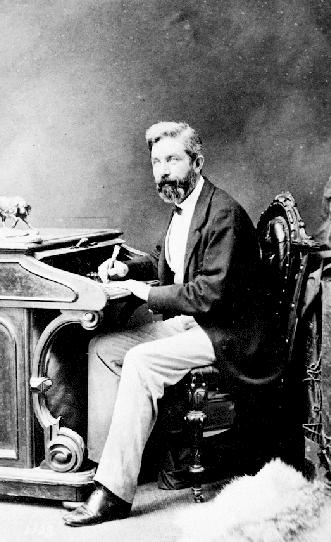
John Sebastian Helmcken (1824–1920)

### Helmd
- Helmdach, Jörg (* 1964), deutscher Ringer

### Helme
- Helme, Mart (* 1949), estnischer Historiker, Politiker und Diplomat
- Helme, Martin (* 1976), estnischer Politiker, Mitglied des Riigikogu und Minister
- Helme, Peeter (* 1978), estnischer Schriftsteller, Literaturkritiker und Übersetzer
- Helme, Sirje (* 1949), estnische Kunsthistorikerin
- Helmecke, Gisela (* 1951), deutsche Kunsthistorikerin
- Helmecke, Kerstin (* 1960), deutsche Politikerin (DVU), MdL
- Helmecke, Manfred (* 1942), deutscher Schriftsteller
- Helmecke, Monika (* 1943), deutsche Schriftstellerin
- Helmedag, Fritz (1953–2025), deutscher Ökonom, Professor für Volkswirtschaftslehre
- Helmeke, Manuel (* 1988), deutscher Sänger (Bass) und Musikpädagoge
- Helmel, Friedrich (1911–1993), österreichischer Ordensgeistlicher, römisch-katholischer Bischof von Guarapuava
- Helmensdorfer, Erich (1920–2017), deutscher Journalist und Fernsehmoderator
- Helmenstein, Frank (* 1965), deutscher KommunalpolitikerFrank Helmenstein (* 1965)

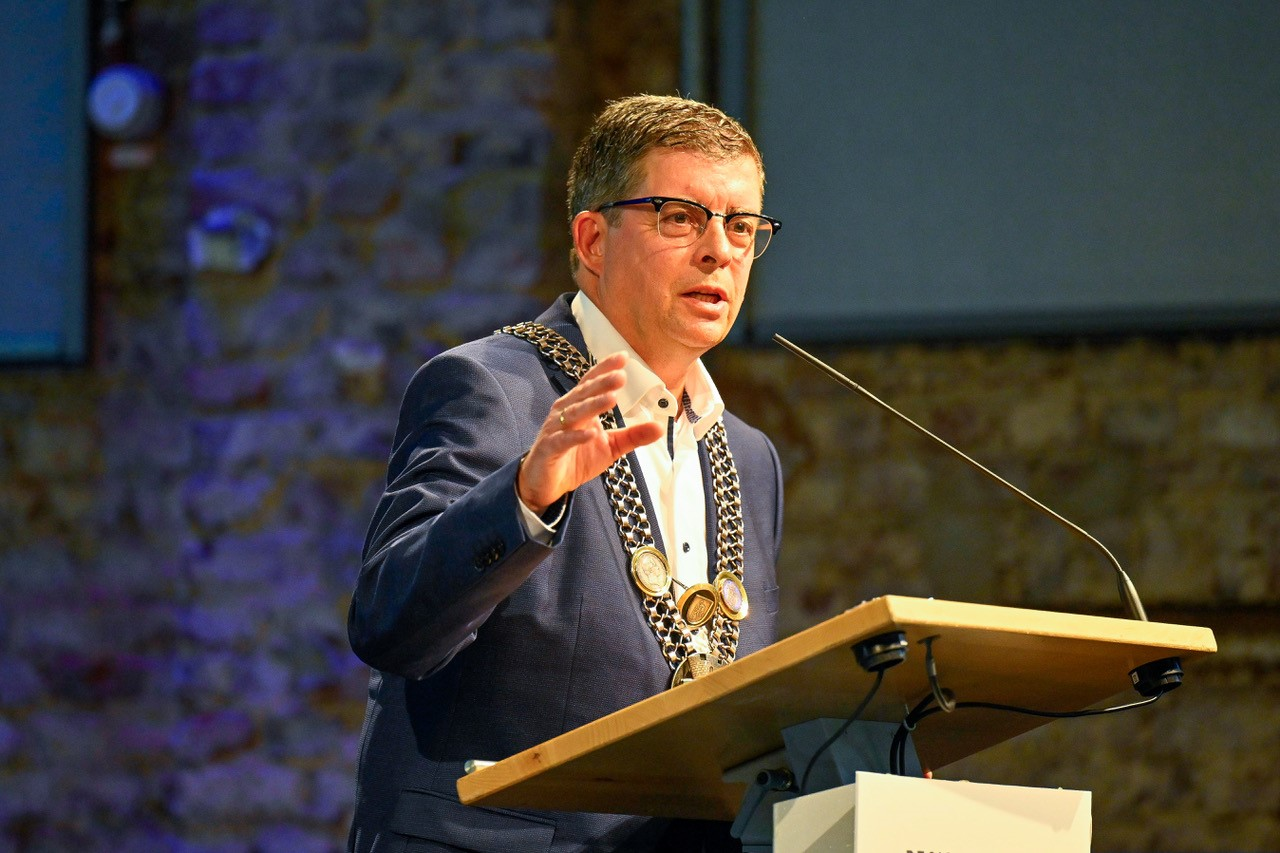
Frank Helmenstein (* 1965)

- Helmer, Alexander M. (* 1967), österreichischer Sänger, Schauspieler, Regisseur, Komponist und Texter
- Helmer, Andreas (* 1966), deutscher Fußballspieler
- Helmer, August (1818–1883), Senator und Stadtsyndikus von Hildesheim
- Helmer, Bryan (* 1972), kanadischer Eishockeyspieler, -trainer und -funktionär
- Helmer, Claus (1944–2023), österreichischer Schauspieler, Regisseur und Theaterdirektor
- Helmer, Daniel (* 1986), österreichischer Musiker, Filmkomponist, Musikproduzent und Filmemacher
- Helmer, Fritz (1921–2009), österreichischer Chirurg
- Helmer, Gilbert (1864–1944), Prämonstratenser, Abt des Stifts Tepl
- Helmer, Hans (1901–1969), deutscher Fußballfunktionär
- Helmer, Hermann (1849–1919), deutscher Architekt
- Helmer, Lars (* 1969), deutscher Theaterregisseur und Dramaturg
- Helmer, Olaf (1910–2011), deutsch-amerikanischer Mathematiker und Futurologe
- Helmer, Oskar (1887–1963), österreichischer Schriftsetzer und Politiker (SPÖ), Landtagsabgeordneter, Abgeordneter zum Nationalrat, Innenminister, Mitglied des BundesratesOskar Helmer (1887–1963)

Oskar Helmer (1887–1963)

- Helmer, Philipp (1846–1912), deutscher Künstler
- Helmer, Richard (1939–2010), deutscher Anthropologe und Rechtsmediziner
- Helmer, Roger (* 1944), britischer Politiker (UKIP), MdEP
- Helmer, Roland (* 1940), deutscher Maler und Grafiker
- Helmer, Rudolf (1914–2007), deutscher Diplomat, Botschafter der DDR in Ungarn
- Helmer, Thomas (* 1965), deutscher FußballspielerThomas Helmer (* 1965)

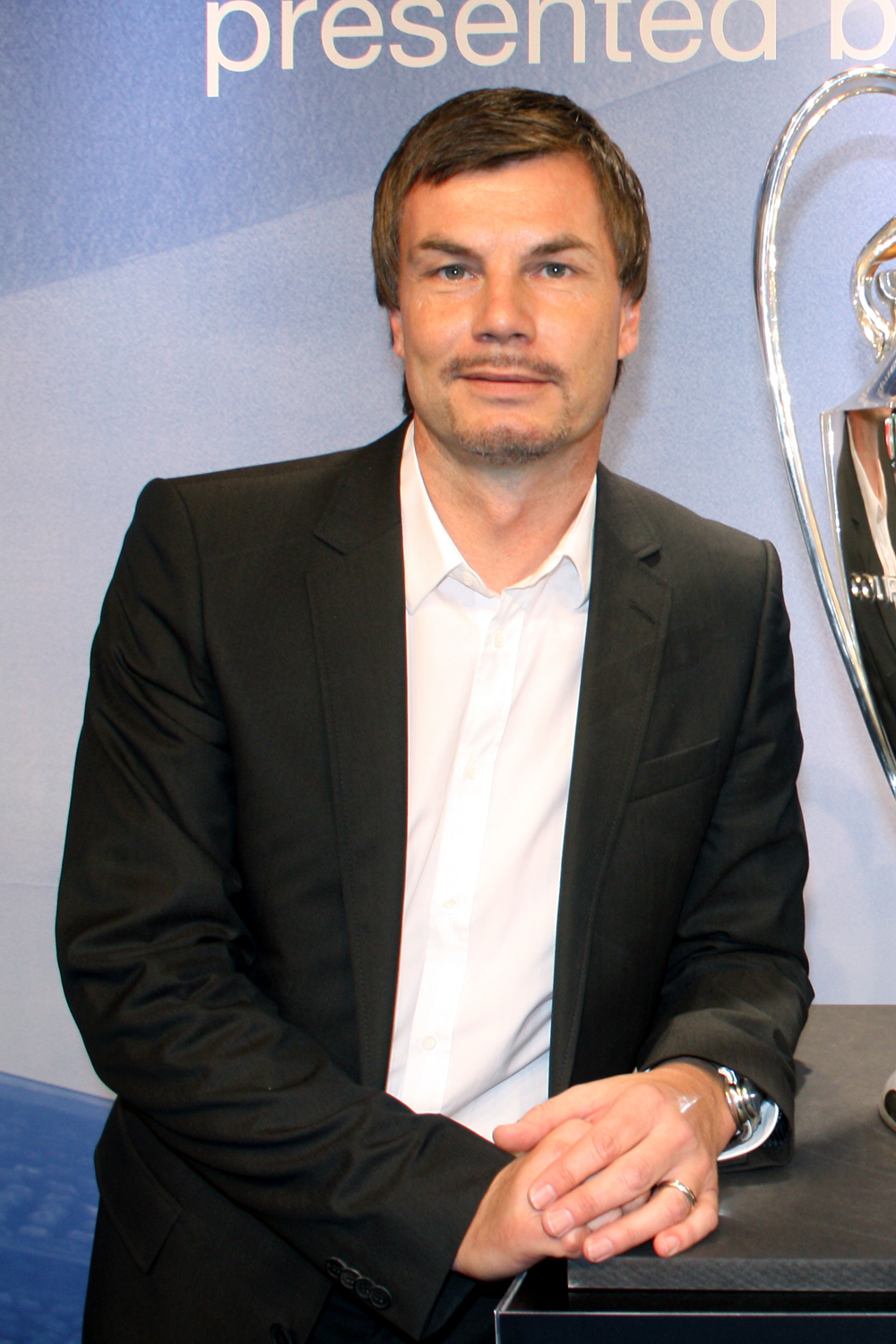
Thomas Helmer (* 1965)

- Helmer, Veit (* 1968), deutscher Filmregisseur und Filmproduzent
- Helmerding, Karl (1822–1899), Berliner Volksschauspieler
- Helmerich, Michael (1885–1974), deutscher Politiker (BVP, CSU), MdR, MdL
- Helmerich, Oskar (* 1960), deutscher Politiker (SPD), MdL
- Helmers, Hans (1894–1982), deutscher Politiker (DVP/DP), MdL
- Helmers, Heinrich (1847–1908), deutscher Schriftsteller
- Helmers, Hermann (1923–1987), deutscher Pädagoge, Germanist, Didaktiker, Literaturwissenschaftler, Linguist, Lehrerausbildungsreformer und Universitätsgründer
- Helmers, Jan Frederik (1767–1813), niederländischer Dichter
- Helmers, Rudolf Johann, deutscher Verleger und Heraldiker
- Helmersen, Erwin von (1914–1949), deutscher Arzt im KZ Auschwitz-Birkenau
- Helmersen, Gregor von (1803–1885), russischer Geologe, Paläontologe und Forschungsreisender
- Helmershausen, Georg Caspar (1654–1716), Kaufmann und Stumpffabrikant in Weimar und dort herzoglicher Kammerrat
- Helmershausen, Paul Johann Friedrich (1734–1820), deutscher Mediziner und Vermieter von Johann Wolfgang von Goethe
- Helmershausen, Wilhelm Gotthilf Friedrich (1727–1782), Hofadvokat, Mitglied des Weimarer Ratskollegiums, Stadtrichter und Bürgermeister
- Helmerson, Frans (* 1945), schwedischer Cellist, Pädagoge und Dirigent
- Helmersson, Helena (* 1973), schwedische Managerin
- Helmersson, Mikael (* 2003), italienisch-schwedischer Handballspieler
- Helmert, Friedrich Robert (1843–1917), deutscher Geodät und Mathematiker
- Helmert, Heinz (1925–1995), deutscher Historiker
- Helmert, Herbert (1924–1997), deutscher Maler
- Helmes, Günter (* 1954), deutscher Literatur- und Medienwissenschaftler
- Helmes, Patrick (* 1984), deutscher Fußballspieler und -trainerPatrick Helmes (* 1984)

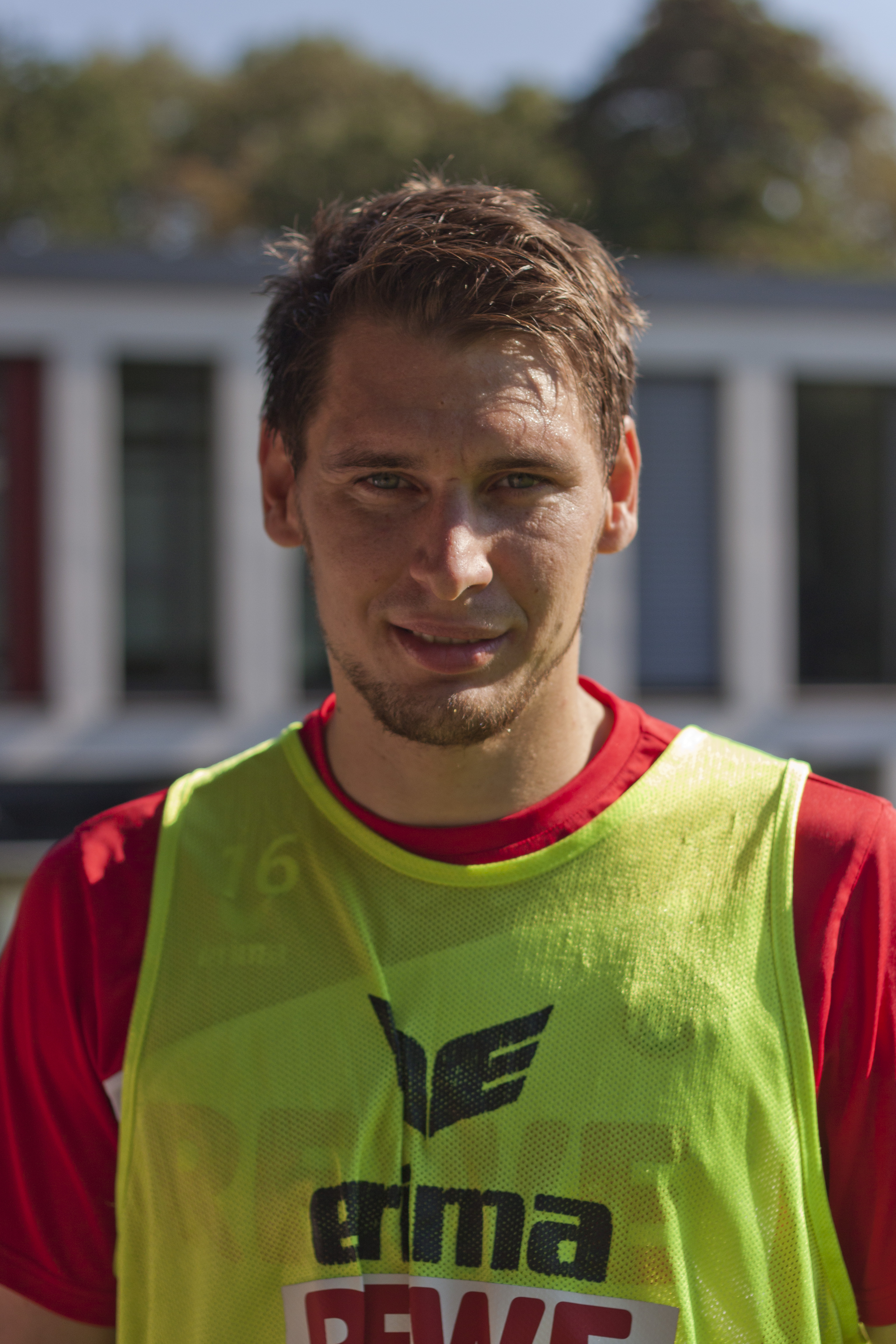
Patrick Helmes (* 1984)

- Helmes, Uwe (* 1958), deutscher Fußballspieler
- Helmes, Werner (1925–2008), deutscher Heimatkundler und Schriftsteller

### Helmf
- Helmfrid († 916), Abt von Fulda

### Helmh
- Helmhacker, Rudolf (1841–1915), österreichischer Geologe
- Helmhold, Heinrich (1865–1941), deutscher Politiker (DVP)
- Helmhold, Ursula (* 1956), deutsche Politikerin (Bündnis 90/Die Grünen), MdL
- Helmholtz, Anna von (1834–1899), Berliner Salonnière
- Helmholtz, Hermann von (1821–1894), deutscher Physiologe und Physiker
- Helmholtz, Otto (1834–1919), deutscher Ingenieur, Technischer Direktor des Bochumer Vereins, später der Rheinischen Stahlwerke
- Helmholtz, Richard von (1852–1934), deutscher Ingenieur und Eisenbahnkonstrukteur
- Helmholz, Bodo (1913–1991), deutscher Jurist
- Helmholz, Friedrich (1821–1890), deutscher Unternehmer und Klavierbauer
- Helmholz, Gertrude (1884–1967), deutsche Malerin
- Helmholz, Karl (1873–1944), deutscher sozialdemokratischer Publizist

### Helmi
- Helmi, Alfian Yusuf (1916–1991), indonesischer Diplomat
- Helmi, Ali Mohammad, Leiter des iranischen Zentrums für Interreligiösen Dialog
- Helmi, Amina (* 1970), argentinisch-niederländische Astronomin
- Helmi, Olga (* 2000), dänische Tennisspielerin
- Helmich, Bernhard (* 1962), deutscher Theaterintendant
- Helmich, Cay (* 1962), deutsche Schauspielerin
- Helmich, Dennis (* 1991), deutscher Politiker (Bündnis 90/Die Grünen), Landesvorsitzender von Bündnis 90/Die Grünen Sachsen-Anhalt
- Helmich, Friedrich (1899–1974), deutscher Politiker (NSDAP), MdR
- Helmich, Jan (* 1998), deutscher Ruderer
- Helmich, Stephan († 1812), österreichischer Orgelbauer
- Helmich, Werner (* 1941), deutscher Romanist und Komparatist
- Helmick, Dave (1937–2019), US-amerikanischer Automobilrennfahrer
- Helmick, Paul Streeper (1893–1990), US-amerikanischer Physiker
- Helmick, William (1817–1888), US-amerikanischer Politiker
- Helmig, Alexandra (* 1975), deutsche Schauspielerin, Autorin, Sprecherin und Sängerin
- Helmig, Bernd (* 1965), deutscher Universitätsprofessor für Betriebswirtschaftslehre
- Helmig, Bianca (* 2002), deutsche Basketballspielerin
- Helmig, Christian (* 1981), luxemburgischer Radrennfahrer
- Helmig, Christoph (* 1973), deutscher Altphilologe und Philosophiehistoriker
- Helmig, Claus T. (1936–2016), deutscher Baseballspieler, Manager und Funktionär
- Helmig, Dirk (* 1965), deutscher Fußballspieler
- Helmig, Gerhard (* 1922), deutscher Fußballspieler
- Helmig, Hugo (1998–2022), dänischer MusikerHugo Helmig (1998–2022)

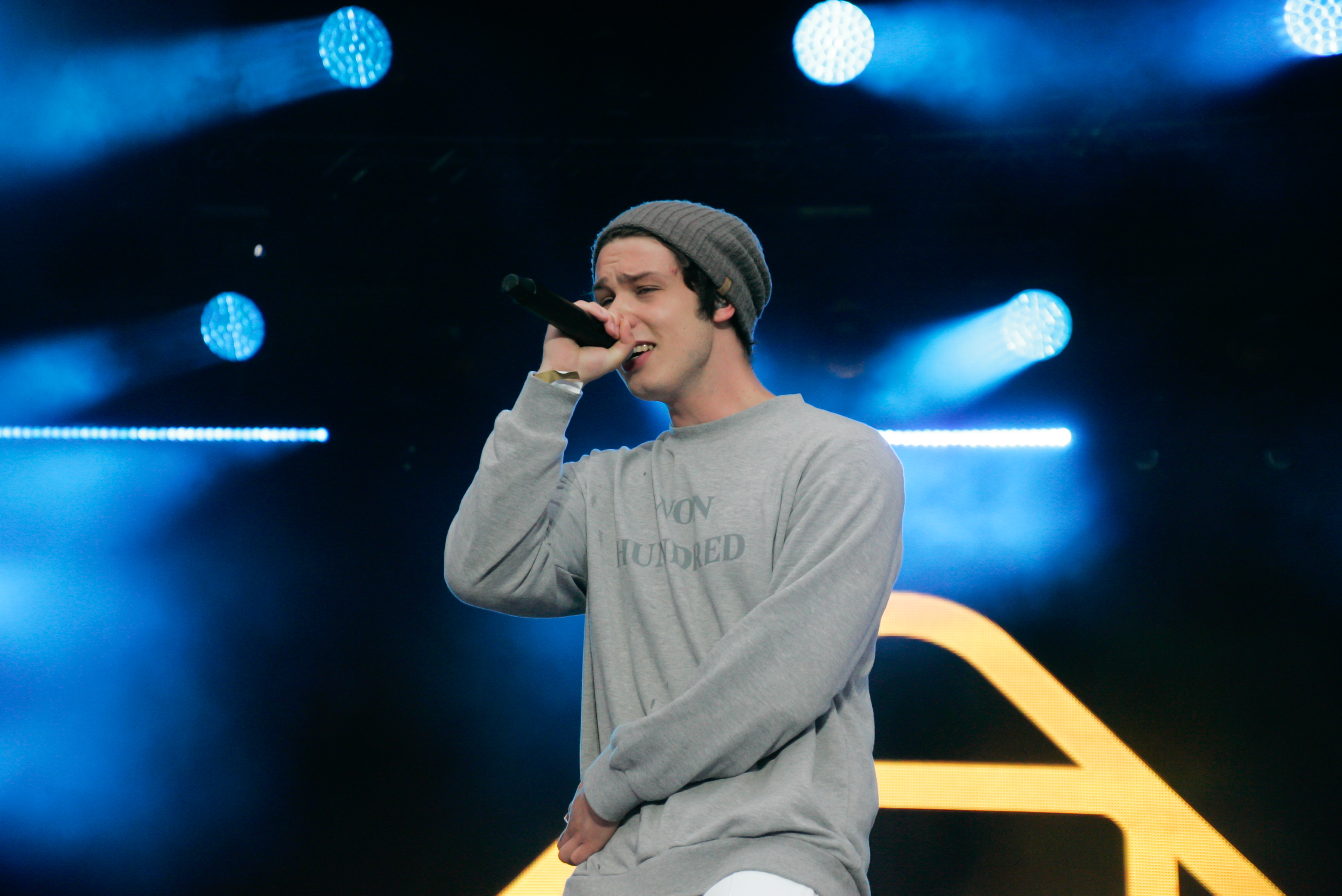
Hugo Helmig (1998–2022)

- Helmig, Ilka (* 1971), deutsche Künstlerin, Gestalterin und Hochschullehrerin
- Helmig, Josef (1923–2008), deutscher Kommunalpolitiker (CDU) und Bürgermeister der Stadt Greven
- Helmig, Jürgen C. (* 1938), deutscher Baseballspieler
- Helmig, Lou (* 2003), deutscher Baseballspieler
- Helmig, Lutz (* 1946), deutscher Unternehmer und Arzt
- Helmig, Magdalena (* 1982), deutsche Schauspielerin und Synchronsprecherin
- Helmig, Martin (* 1961), deutscher Eishockey- und Baseballspieler sowie Trainer
- Helmig, Rainer (* 1957), deutscher Ingenieur und Hochschullehrer
- Helmigk, Andreas (* 1979), österreichischer Basketballspieler
- Helmin, Marta (* 1976), deutsche Musicaldarstellerin
- Helminen, Dwight (* 1983), US-amerikanischer Eishockeyspieler
- Helminen, Matti (* 1975), finnischer Radrennfahrer
- Helminen, Raimo (* 1964), finnischer Eishockeyspieler
- Helming, Helene (1888–1977), deutsche Pädagogin
- Helming, Katharina (* 1961), deutsche Bodenkundlerin und Hochschullehrerin
- Helming, Michael (* 1972), deutscher Schriftsteller und Dramaturg
- Helminger, Christian (* 1964), österreichischer Fußballspieler und -trainer
- Helminger, Guy (* 1963), luxemburgisch-deutscher SchriftstellerGuy Helminger (* 1963)

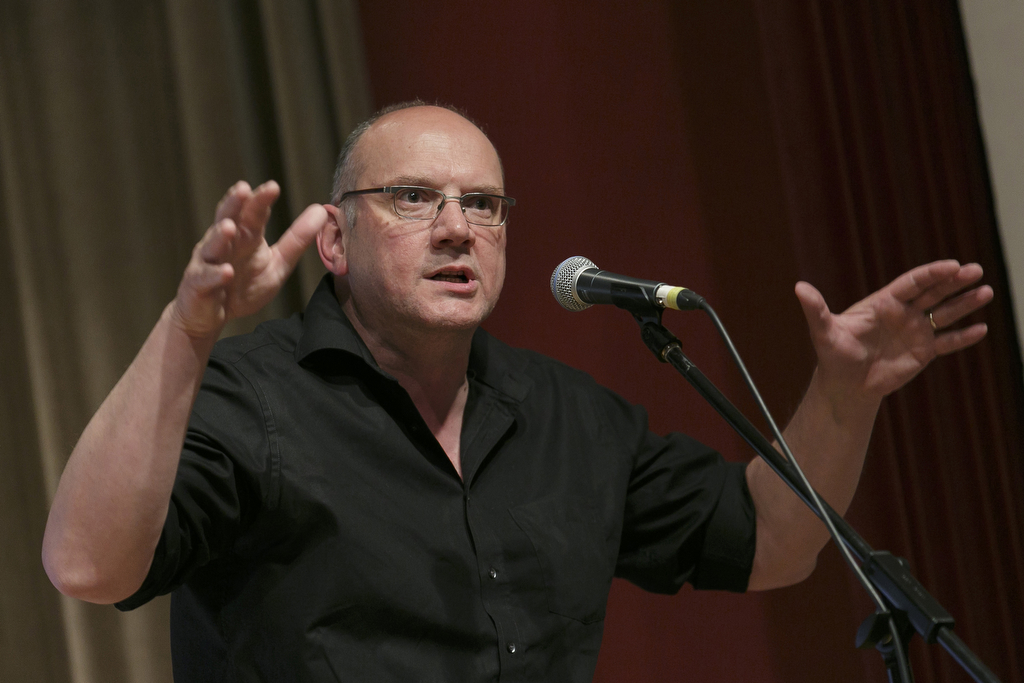
Guy Helminger (* 1963)

- Helminger, Paul (1940–2021), luxemburgischer Politikwissenschaftler und Politiker (DP), Mitglied der Chambre, Bürgermeister
- Helminger, Tanja, deutsche Tennisspielerin, Schwimmerin, Skifahrerin und Snowboardfahrerin, Goldmedaillengewinnerin bei Special Olympics
- Helminiak, Daniel (* 1942), US-amerikanischer katholischer Geistlicher und Psychologe
- Helminski, Kabir (* 1947), US-amerikanischer Scheich der Mevlevi-Tariqa (Mevlevi-Derwisch-Orden)
- Helmis, Franz (1899–1986), deutscher Sportfunktionär

### Helmk
- Helmkampf, Rudolph (1824–1892), deutscher Richter und Politiker
- Helmkampf, Wilhelm (1801–1888), deutscher Rechtsanwalt und Politiker
- Helmke, Andreas (* 1945), deutscher Bildungsforscher
- Helmke, Erika (1908–2002), deutsche Schauspielerin
- Helmke, Gefion (1909–2001), deutsche Schauspielerin und Synchronsprecherin
- Helmke, Hannes (* 1967), deutscher Bildhauer
- Helmke, Hendrik (* 1987), deutsch-brasilianischer Fußballspieler
- Helmke, Julia (* 1969), deutsche evangelische Theologin
- Helmke, Till (* 1984), deutscher Sprinter
- Helmken, Ludwig (1911–1996), deutscher Jurist, Unternehmer und Politiker (FDP), MdBB

### Helml
- Helmle, Andreas (1784–1839), deutscher Glasmaler
- Helmle, Andreas (* 1963), deutscher Filmkomponist
- Helmle, Bruno (1911–1996), deutscher Kommunalpolitiker (CDU), Oberbürgermeister der Stadt Konstanz (1959–1980)
- Helmlé, Eugen (1927–2000), deutscher Schriftsteller und literarischer Übersetzer
- Helmle, Heinrich (1829–1909), deutscher Glasmaler
- Helmle, Lorenz (1783–1849), deutscher Glasmaler
- Helmling, Andreas (1959–2019), deutscher Bildhauer und Designer
- Helmling, Peter (1817–1901), deutscher Mathematiker und Hochschullehrer

### Helmo
- Helmold I., Graf von Schwerin (1185–1194)
- Helmold II. von Plesse, deutscher Adliger, Edelherr im Gefolge Heinrichs des Löwen und Kaiser Ottos IV.
- Helmold III. († 1296), Graf von Schwerin
- Helmold IV. von Plesse, deutscher Adliger
- Helmold von Bosau, deutscher Geistlicher und Chronist
- Helmold von Plesse († 1186), deutscher Adliger, Ministerialer und Militärführer Heinrichs des Löwen
- Helmolt, Christian Friedrich von (1721–1779), kursächsischer Amtshauptmann im Thüringischen Kreis und Erb-, Lehn- und Gerichtsherr auf Kannawurf
- Helmolt, Christian Georg von († 1805), sachsen-gothaischer Obrist des Gardekorps (Leibgarde zu Pferde), Geheimer Rat, Schlosshauptmann und Rittergutsbesitzer
- Helmolt, Christian Otto von (1658–1727), sachsen-gothaischer Obristleutnant, sachsen-weißenfelsischer Kammerrat sowie Erbherr auf Kannawurf und Bilzingsleben
- Helmolt, Friedrich August von, kursächsischer Rittergutsbesitzer und Amtshauptmann
- Helmolt, Georg von (1876–1946), deutscher Jurist und Parlamentarier im Volksstaat Hessen
- Helmolt, Hans F. (1865–1929), deutscher Historiker und politischer Publizist
- Helmolt, Katharina von, deutsche Linguistin, Kommunikationswissenschaftlerin und Hochschullehrerin
- Helmolt, Ludwig von (1769–1847), preußischer Landrat
- Helmond, Katherine (1929–2019), US-amerikanische SchauspielerinKatherine Helmond (1929–2019)

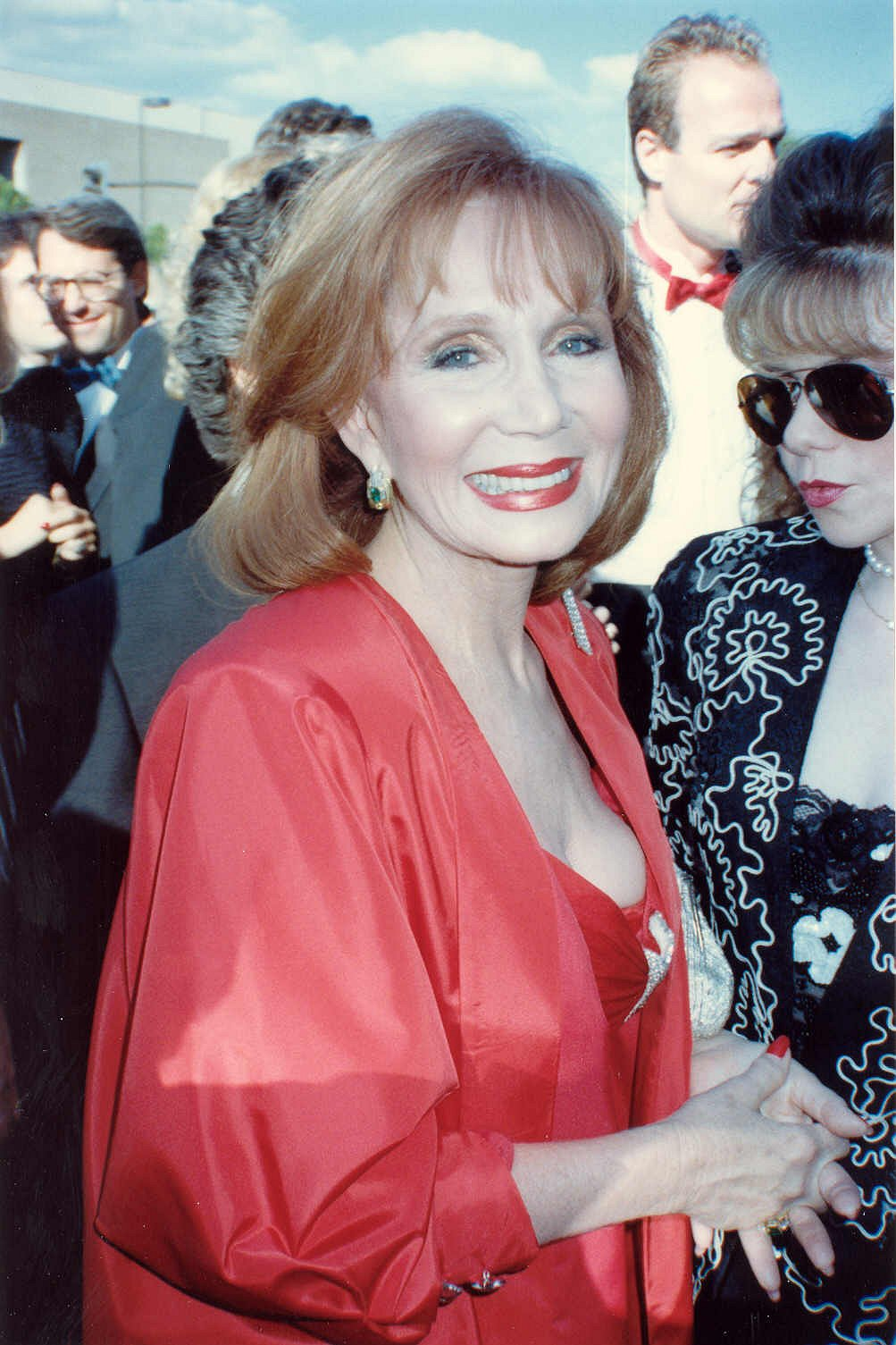
Katherine Helmond (1929–2019)

- Helmont, Charles-Joseph van († 1790), Komponist und Organist
- Helmont, Franciscus Mercurius van († 1699), flämischer Alchemist und Schriftsteller
- Helmont, Jan van (* 1650), flämischer Maler
- Helmont, Johan Baptista van (1580–1644), belgischer Universalgelehrter
- Helmont, Johannes von († 1517), Benediktinerabt, Weihbischof in Trier und Rektor der Universität Trier
- Helmore, Thomas (1811–1890), britischer Chorleiter, Autor und Komponist
- Helmore, Tom (1904–1995), britisch-amerikanischer Schauspieler

### Helmr
- Helmrath, Johannes (* 1953), deutscher Historiker
- Helmrath, Michael (* 1954), deutscher Dirigent
- Helmreich, Ernst J. M. (1922–2017), deutscher Biochemiker
- Helmreich, Georg (1849–1921), deutscher Klassischer Philologe und Medizinhistoriker
- Helmreich, Leonhard (* 1946), deutscher Fußballspieler
- Helmreich, Paul (1579–1631), deutscher Theologe und Geistlicher
- Helmreich, William B. (1945–2020), US-amerikanischer Soziologe und Judaist
- Helmreichen zu Brunnfeld, Virgil von (1805–1852), österreichischer Montanist, Forscher und Entdecker
- Helmrich, Carl (1790–1834), Landtagsabgeordneter Großherzogtum Hessen
- Helmrich, Donata (1900–1986), deutsche Gerechte unter den Völkern
- Helmrich, Eberhard (1899–1969), deutscher Widerstandskämpfer gegen den Nationalsozialismus
- Helmrich, Herbert (1934–2017), deutscher Jurist und Politiker (CDU), MdL, MdB
- Helmrich, Richard (1869–1931), deutscher Lehrer und Stenograf

### Helms
- Helms, Adam (1579–1653), deutscher evangelisch-lutherischer Geistlicher, Hauptpastor der Petrikirche und Senior
- Helms, August (1847–1920), Senator der Stadt Harburg, heute Ortsteil von Hamburg
- Helms, Bobby (1933–1997), US-amerikanischer Countrysänger
- Helms, Chester Leo (1942–2005), US-amerikanischer Konzertveranstalter und Manager der Gruppe Big Brother & the Holding Company
- Helms, Detlef (* 1960), deutscher Fußballspieler
- Helms, Dietrich (1933–2022), deutscher Maler, Grafiker, Objektkünstler, Autor und emeritierter Professor
- Helms, Ed (* 1974), US-amerikanischer Schauspieler und KomikerEd Helms (* 1974)

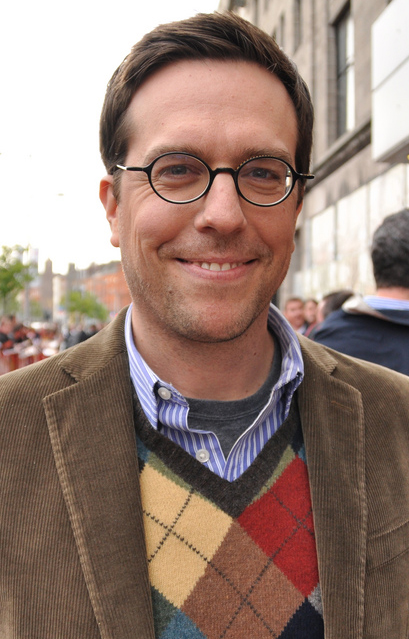
Ed Helms (* 1974)

- Helms, Emil (1884–1965), deutscher Politiker der SPD
- Helms, Erwin (1913–1996), deutscher Amerikanist
- Helms, Gregory (* 1974), US-amerikanischer Wrestler
- Helms, Hans G (1932–2012), deutscher experimenteller Schriftsteller, Komponist, Sozial- und Wirtschaftshistoriker
- Helms, Hans von (1899–1980), deutscher Politiker (NSDAP), MdR
- Helms, Heinrich (* 1886), deutscher Politiker (NSDAP) und lippischer Landtagspräsident
- Helms, Hermann (1868–1942), deutscher Reeder
- Helms, Hermann (1898–1983), deutscher Reeder
- Helms, Hermann (1928–2005), deutscher Reeder
- Helms, Jan (1937–2023), deutscher HNO-Arzt und Hochschullehrer
- Helms, Jesse (1921–2008), US-amerikanischer Politiker
- Helms, Kyle (* 1986), kanadisch-deutscher Eishockeyspieler
- Helms, Marianne (* 1936), deutsche Musikwissenschaftlerin
- Helms, Paul (1884–1961), deutscher Maler, Grafiker, Zeichner und Illustrator
- Helms, Reimund (1954–2005), deutscher Politiker in Berlin (Alternative Liste, Bündnis 90/Die Grünen), MdA
- Helms, Richard (1913–2002), US-amerikanischer GeheimdienstfunktionärRichard Helms (1913–2002)

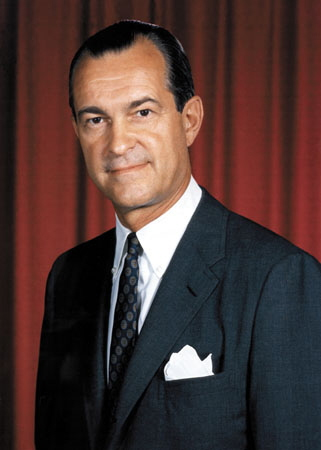
Richard Helms (1913–2002)

- Helms, Sara (1911–1999), dänische Pädagogin und Ärztin
- Helms, Siegmund (1938–2025), deutscher Musikwissenschaftler und Musikpädagoge
- Helms, Susan (* 1958), US-amerikanische Astronautin
- Helms, Tobias (* 1968), deutscher Rechtswissenschaftler und Hochschullehrer
- Helms, Wilhelm (1923–2019), deutscher Politiker (FDP), MdB, MdEP
- Helms, William († 1813), US-amerikanischer Politiker
- Helmschmidt, Eva (* 1957), deutsche Leichtathletin
- Helmschmied, Lorenz († 1515), Plattner und Harnischmacher
- Helmschrot, Bernd (* 1947), deutscher Fußballtorwart
- Helmschrott, Josef (1915–2005), deutscher Politiker (CSU), MdL
- Helmschrott, Joseph Maria (1759–1836), deutscher Benediktiner, Bibliothekar und Gymnasiallehrer
- Helmschrott, Leonhard (1921–2011), deutscher Politiker (DBD), MdV, Chefredakteur des DBD-Zentralorgans „Bauern-Echo“
- Helmschrott, Robert Maximilian (* 1938), deutscher Komponist
- Helmsdal, Finnur (1952–2008), färöischer Politiker (Tjóðveldisflokkurin)
- Helmsdal, Guðrið (* 1941), färöische Lyrikerin
- Helmsdal, Rakel (* 1966), färöisch-dänische Schriftstellerin
- Helmsdorf, Johann Friedrich (1783–1852), deutscher Landschaftsmaler und Radierer
- Helmsdorf, Konrad von, Schweizer Übersetzer
- Helmsing, Charles Herman (1908–1993), US-amerikanischer römisch-katholischer Bischof
- Helmsley, Harry (1909–1997), US-amerikanischer Immobilienunternehmer
- Helmsley, Leona (1920–2007), US-amerikanische HotelbesitzerinLeona Helmsley (1920–2007)

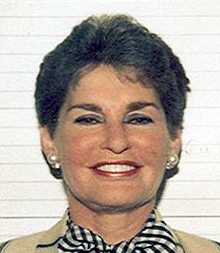
Leona Helmsley (1920–2007)

- Helmstädter, Ernst (1924–2018), deutscher Wirtschaftswissenschaftler
- Helmstädter, Fritz (1904–1971), deutscher Politiker (SPD), MdL
- Helmstädter, Hans Georg (* 1961), deutscher Hochschulprofessor und Volkswirt
- Helmstädter, Julius (1879–1945), deutscher Politiker (SPD)
- Helmstädter, Wilfried (1930–2006), deutscher Volkswirt und Politiker (SPD)
- Helmstan, Bischof der römisch-katholischen Diözese Winchester
- Helmstatt, Bleickard von (1871–1952), deutscher Adeliger
- Helmstatt, Franz Ludwig von (1752–1841), deutscher Adliger, Angehöriger der Familie von Helmstatt
- Helmstatt, Jakob von, kurpfälzischer Amtmann zu Dirmstein
- Helmstatt, Johann Philipp von (1545–1594), kurpfälzischer Marschall
- Helmstatt, Ludwig von († 1504), Bischof von Speyer
- Helmstatt, Maximilian von (1810–1893), deutscher Adliger, königlich französischer Rittmeister
- Helmstatt, Philipp von (1496–1563), Hofmeister bei Bischof Georg von Speyer
- Helmstatt, Pleickhard von (1571–1636), Herr von Hingsingen und Genealoge
- Helmstatt, Raban von (1844–1932), Schlossherr auf Hochhausen, Besitzer und Sanierer der Handschuhsheimer Tiefburg
- Helmstatt, Ulrich von (1419–1488), adeliger Domherr in Speyer und in Worms, sowie Bischofselekt von Speyer
- Helmstatt, Weiprecht I. von (1343–1408), Reichsritter und Vogt
- Helmstatt, Weiprecht II. von (1369–1421), Reichsritter und Kanzler
- Helmstatt, Weiprecht III. von (1392–1478), Reichsritter und Vogt
- Helmstetter, Rudolf (* 1961), deutscher Germanist

### Helmt
- Helmtrud von Heerse, Heilige, Stiftsdame, Inklusin

### Helmu
- Helmudt, Kurt (1943–2018), dänischer Ruderer
- Helmus, Ellen (1957–2011), niederländische Jazz- und Fusionmusikerin
- Helmus, Roland (* 1952), deutscher Maler und Zeichner
- Helmut aus Mallorca (* 1947), österreichischer Schlagersänger
- Helmut, David (* 1986), deutscher Regisseur und Drehbuchautor
- Helmuth, Arnold (1837–1878), preußischer Major und Militärschriftsteller
- Helmuth, Frits (1931–2004), dänischer Schauspieler
- Helmuth, Johann Heinrich (1731–1813), deutscher Pfarrer und Superintendent
- Helmuth, Justus Henry Christian (1745–1825), lutherischer Kirchenpräsident in den USA
- Helmuth, Osvald (1894–1966), dänischer Schauspieler und Sänger

### Helmw
- Helmward von Minden († 958), Bischof von Minden

### Helmy
- Helmy, Ashraf (* 1967), ägyptischer Tischtennisspieler
- Helmy, Birgid (* 1957), deutsche Bildhauerin
- Helmy, George (* 1979), US-amerikanischer Politiker der Demokratischen Partei
- Helmy, Mohamed (1901–1982), ägyptischer Arzt und Gerechter unter den Völkern
- Helmy, Tarek (* 1975), deutscher Synchronsprecher und Schauspieler